# Ponte Nuovo (Vérone)
Pour les articles homonymes, voir Ponte Nuovo.
Le Ponte Nuovo (en français Pont Neuf), nom complet Ponte Nuovo del Popolo (Pont Neuf du Peuple), est situé à Vérone, sur le fleuve Adige.

## Histoire

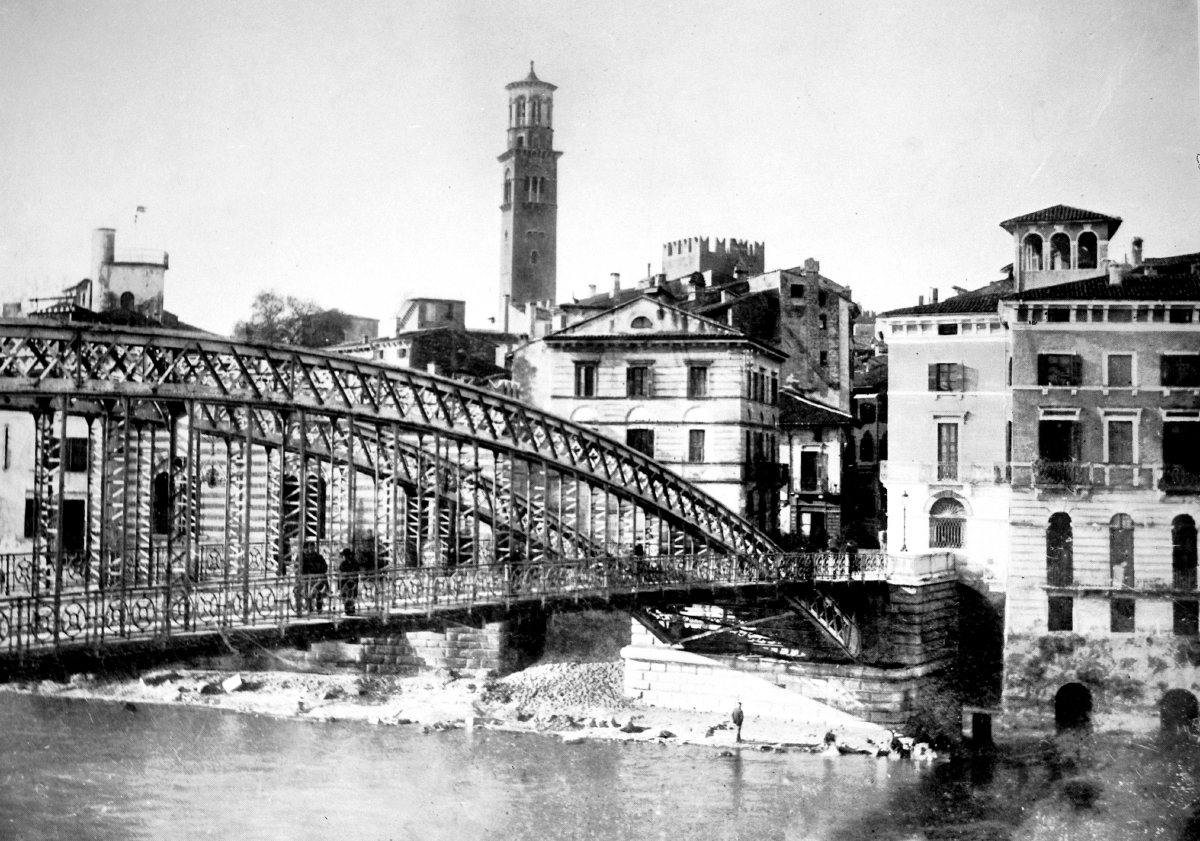
Le pont dans la version 1884 - 1894.

Le premier pont portant ce nom a été construit en bois en 1179 et a gardé ce nom tout le temps, à l'exception d'une brève période au cours de laquelle il a été renommé Humbert, roi d'Italie. Le pont d'origine s'est effondré en 1239 et ce n'est qu'en 1299 qu'il a été remplacé par un autre pont: celui-ci, construit sur la volonté d'Alberto I della Scala, comportant des piliers en pierre, un pont-levis et une tour de guet. 

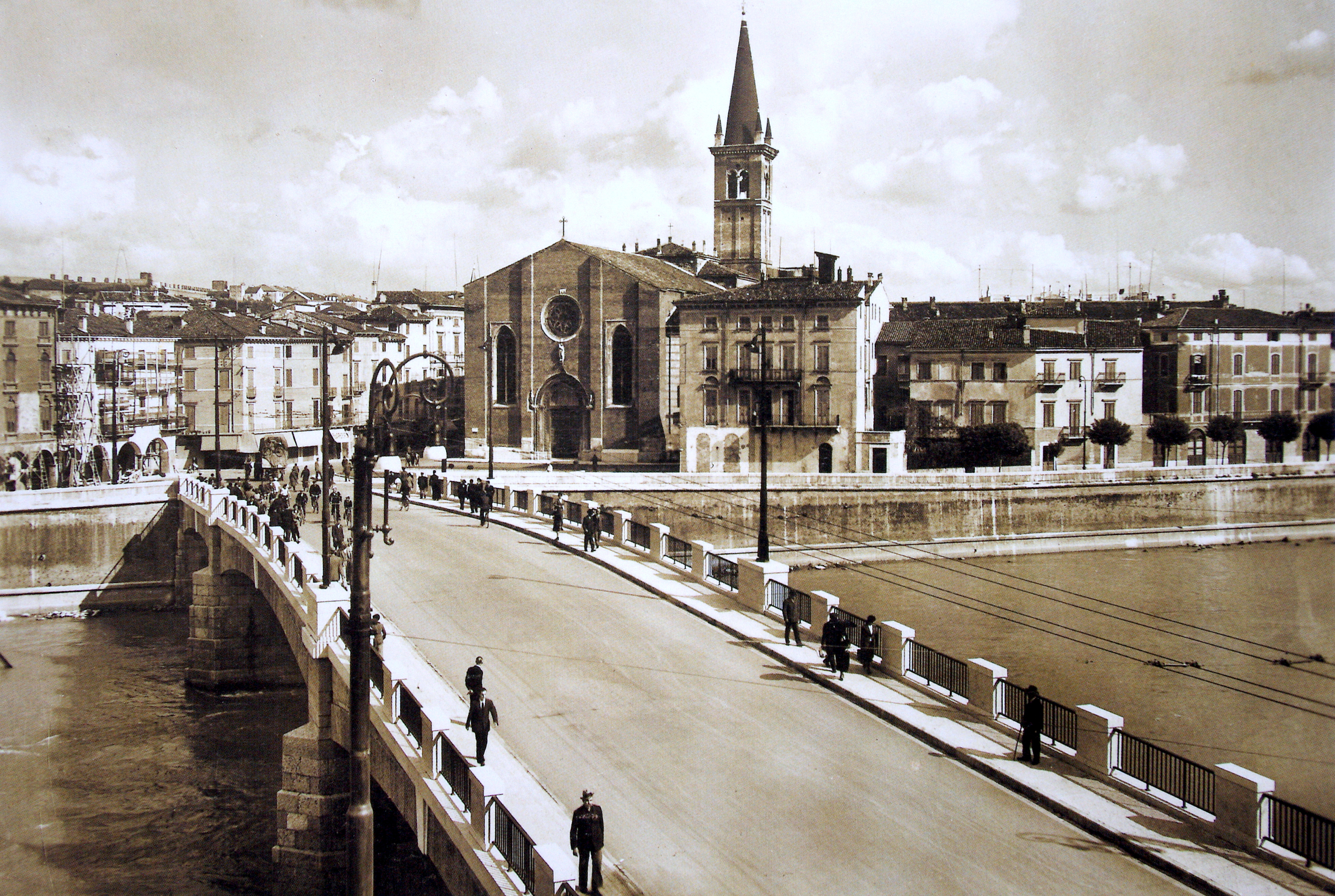
Le pont Humbert en 1940. Au fond l'église de San Tomaso

 En 1334, un feu non loin de lui parvint et je ne laissai debout que les pylônes sur lesquels il avait été construit. Deux ans plus tard, sur l'ordre de Mastino II, il fut reconstruit en brique et en pierre, sur les piliers d'origine. En 1430, il subit de graves dommages à la suite d'une inondation et fut remplacé par un autre en bois jusqu'au XVIe siècle, date à laquelle il fut reconstruit en brique et immédiatement endommagé.
Le pont a été entièrement reconstruit en 1539 selon les plans de Sanmicheli et décoré de loggias placées sur les pylônes. Le pont est resté inchangé jusqu'en septembre 1882, puis, à la suite d'une inondation majeure, il a été heurté par un moulin qui avait brisé ses amarres, ce qui l'avait effondré. Le 30 août 1884, le nouveau pont fut inauguré. Il était dédié au roi Umberto Ier en souvenir de la visite du souverain qui voulait constater par lui-même les dommages subis par Vérone. Le pont était entièrement en fer et avec une seule arche, sans piliers. Pour sa forme particulière, les véronais l'a renommée gabia dei osei (cage à oiseaux). Il a eu une vie assez courte: celle-ci a été démantelée environ dix ans plus tard pour permettre la construction des murs. Il a été remplacé par un nouveau pont, toujours en fer, mais sur des pylônes, sur un projet de Ing. Alessandro Peretti.
Entre 1884 et 1951, le pont était traversé par les voies du réseau de tramway de la ville.
Au fil du temps, le pont s’est révélé insuffisant et il a donc été décidé d’en construire un autre, légèrement plus en aval cette fois, avec des piliers en béton semi-armé revêtus de pierre. Le pont fut inauguré le 21 avril 1939, mais le 25 avril 1945 déjà, il fut démoli par les mines des Allemands en retraite. Compte tenu de l'importance du pont, il a été rapidement reconstruit de manière simple et a retrouvé son nom d'origine, Ponte Nuovo.

## Structure
Le pont a aujourd'hui une longueur de 97 mètres et une largeur de 15 mètres, avec trois arches, a été construit entièrement en béton armé et les pylônes étaient recouverts de pierre.